# 伊予鉄道700系電車
伊予鉄道700系電車（いよてつどう700けいでんしゃ）は、伊予鉄道の鉄道線用電車。
1987年（昭和62年）から1994年（平成6年）にかけて京王帝都電鉄5000系電車を京王重機整備にて改造の上、購入したものである。

## 概要
110系、120系などの旧型電車の置き換え目的で投入された。松山市寄りから、クハ760形 (Tc) - モハ710形 (Mc) - モハ720形 (Mc) の3両編成またはクハ760形 (Tc) - モハ710形 (Mc) の2両編成を組む。2024年度末現在、3両編成3本（9両）と2両編成2本（4両）の計13両が在籍し、平日朝のみ2両編成を2本併結した4連での運用もある。かつては伊予鉄道の鉄道線用電車の過半数を占める同社の主力であったが、3000系や7000系の導入により数を減らしている。
クハ760形+モハ710形の高浜・郡中港方にモハ720形先頭車を増結した編成は、地方私鉄においても固定編成が当たり前となった現代では珍しい光景で鉄道ファンの間では「変態連結」とも呼ばれている。かつては朝ラッシュが終わるとモハ720形を切り離して古町車庫まで単行で回送していたが、3両固定編成の3000系が増備されると、それに合わせて日中も3両編成で運行されるようになった。
京王5000系は増備の途中で車体幅を変更したため、本系列も種車の関係から狭幅車（旧番号の下2桁01 - 06・51 - 56）と広幅車（同07 - 14・57 - 62）がある。

### 車体
基本的に京王5000系時代そのままであるが、先に導入された800系同様に正面の方向幕が撤去されているほか、側面の種別表示幕も埋められて行先表示のみになっている。
モハ720形に改造された車両は、モハ710形の先頭車と貫通幌でつながれるため、連結面の広幅貫通路の幅を先頭車の貫通路に合わせた幅に狭める改造を実施した。

### 台車
京王帝都電鉄の軌間が1372mmであるのに対して、伊予鉄道の軌間は1067mmであるため、電動車は廃車発生品の台車に交換し、制御車は車軸を交換して軌間変更に対応した。
電動車に用意されたのは、いずれも住友金属工業製の3種類の台車である。
- 1988年から廃車の始まっていた東武2000系の廃車発生品である、FS340
- 130系の老朽台車更新として1984年に小田急から6両分が譲渡された、小田急電鉄2220形の廃車発生品であるFS316
- FS316と同様の経緯で譲渡を受けた、小田急2200形デハ2217・デハ2218の廃車発生品の空気ばね台車FS321

大半の車両がFS340を装備したが、当初モハ717・モハ718がFS321を、モハ712・モハ714・モハ715・モハ722・モハ724・モハ725がFS-316を使用していた。このうちFS321は車輪転削盤にかからないことから、1993年11月までにFS340に振り替えられている。FS316についても、1999年の時点ではモハ722・モハ724・モハ725の3両のみで使用されている。

### 主電動機
台車の流用元車両が装備していた、中空軸平行カルダン駆動の東洋電機製TDK-824及びWN駆動方式の三菱電機製MB-3032-Aを流用している。出力はどちらの主電動機も同じだが歯数比は異なる。
モハ711 - 719、モハ721 - 723の種車である京王デハ5101 -5112は、デハ2700形から主電動機・主制御器を流用した吊り掛け駆動車であったが、この主電動機流用でカルダン駆動に変わった。
なお、同様の主電動機を流用した610系との併結運転も可能だが、放送設備などの機器の相違から、実際に連結して運用された例はない。

### 制御装置
東洋電機製造製ES-556B（モハ711 - 719・721 - 723の12両）と日立製作所製MMC-HTB-20B（モハ710・720・724 - 727の6両）というように異なっている。
ES-556Bは主電動機同様デハ2700形からの流用品で、駆動方式が変わった後もそのまま使用している。MMC-HTB-20Bは元クハ5700形を電装した車両に使われており、京王時代の中間電動車の電装品を移設している。ES制御器は発電ブレーキ（電制）を使用できないため、MMC制御器装備車も合わせて電制を使用していない。

### 冷房装置
京王時代吊り掛け駆動車を含む編成だったことから、種車は元デハ5114のモハ727以外は冷房化されていなかった。冷房改造は運用開始後に伊予鉄道で実施し、全車同一の三菱電機CU-127R形集約分散式冷房装置を搭載している。冷房化された当時は800系と同じように「今年も涼しい冷房電車増車」のマークが取り付けられたが、後に側面の窓にステッカーで表示されるようになった。

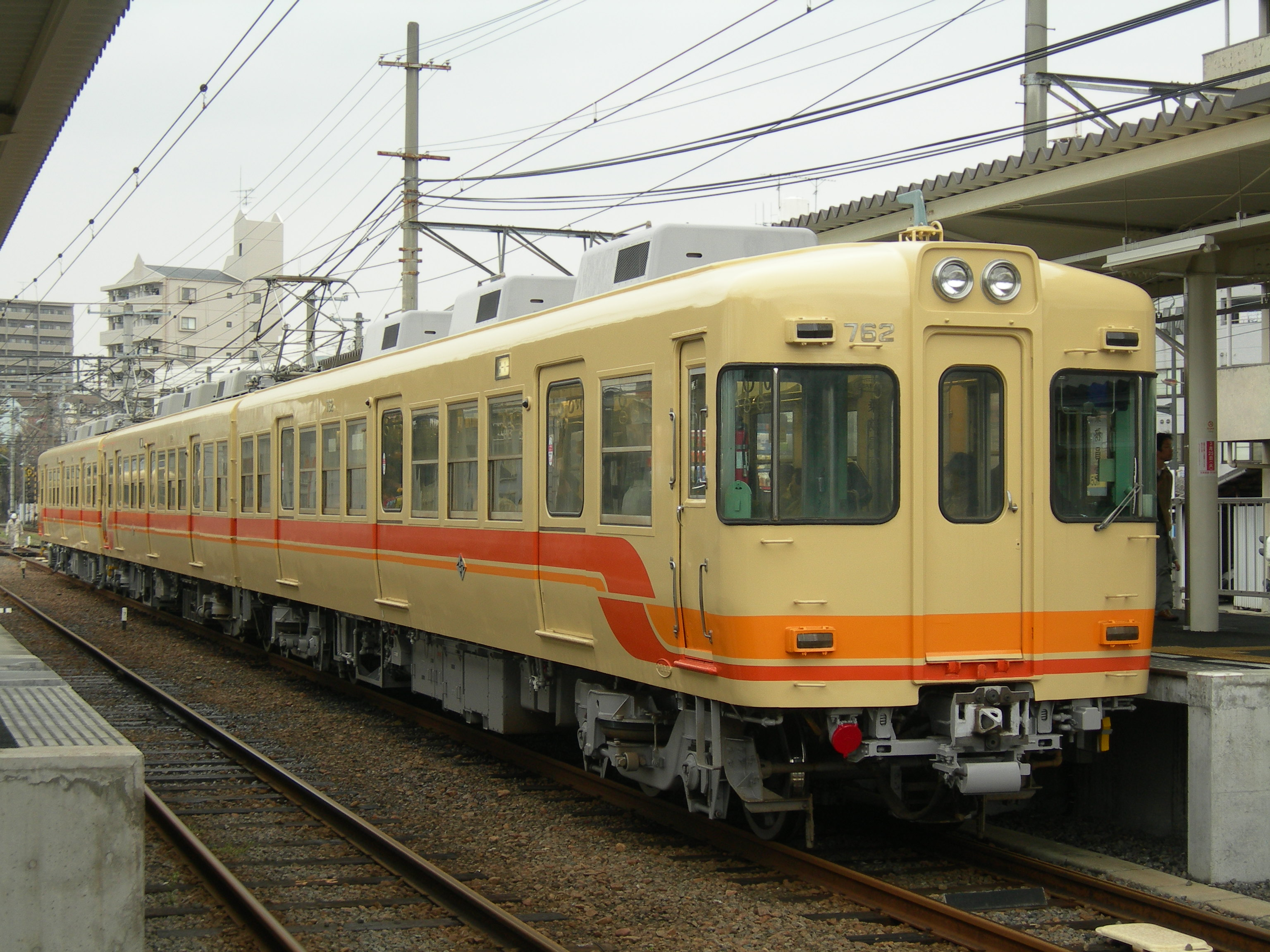
塗装更新前の伊予鉄道700系 （2008年3月 古町駅）
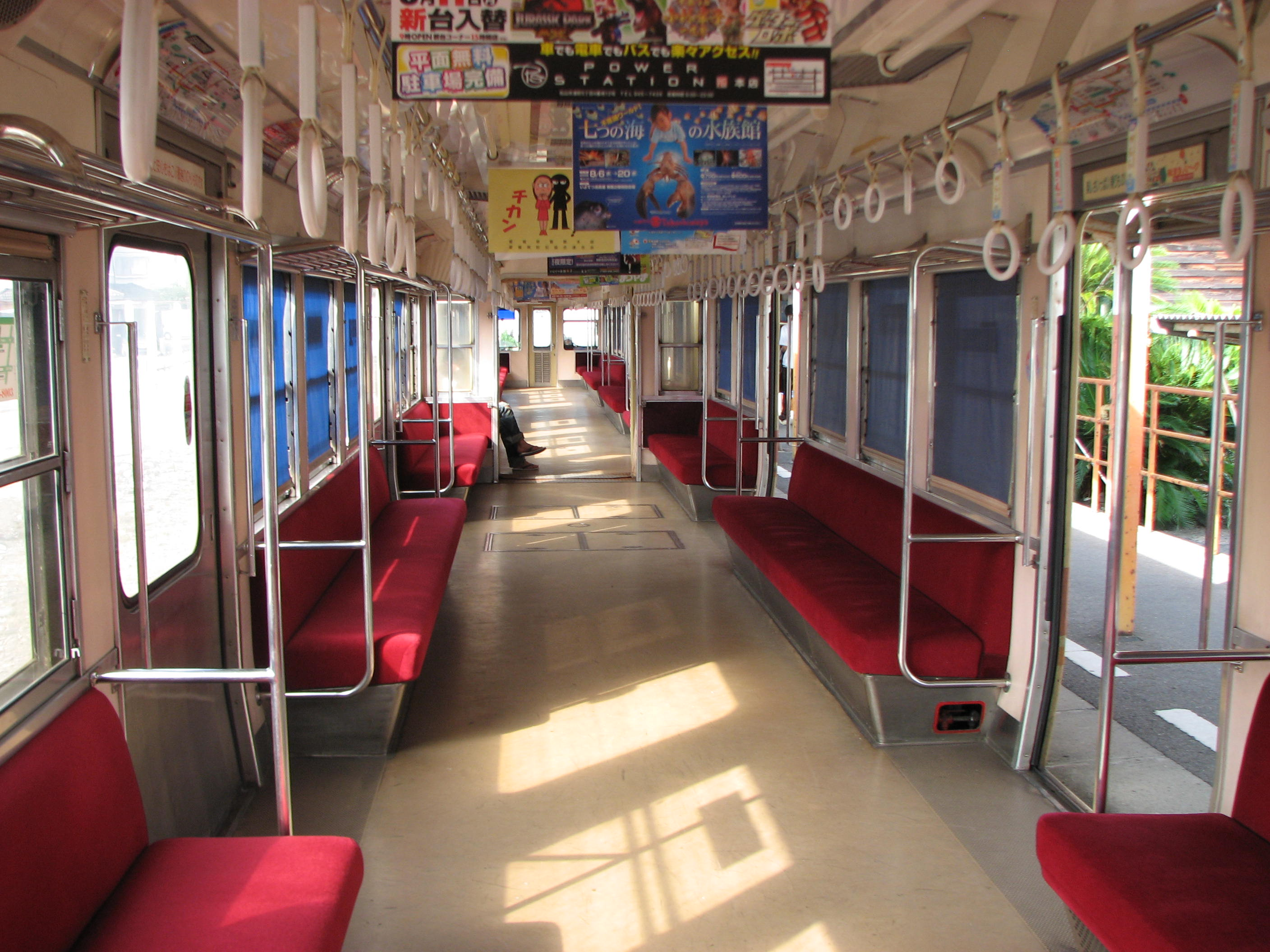
車内（モハ715）
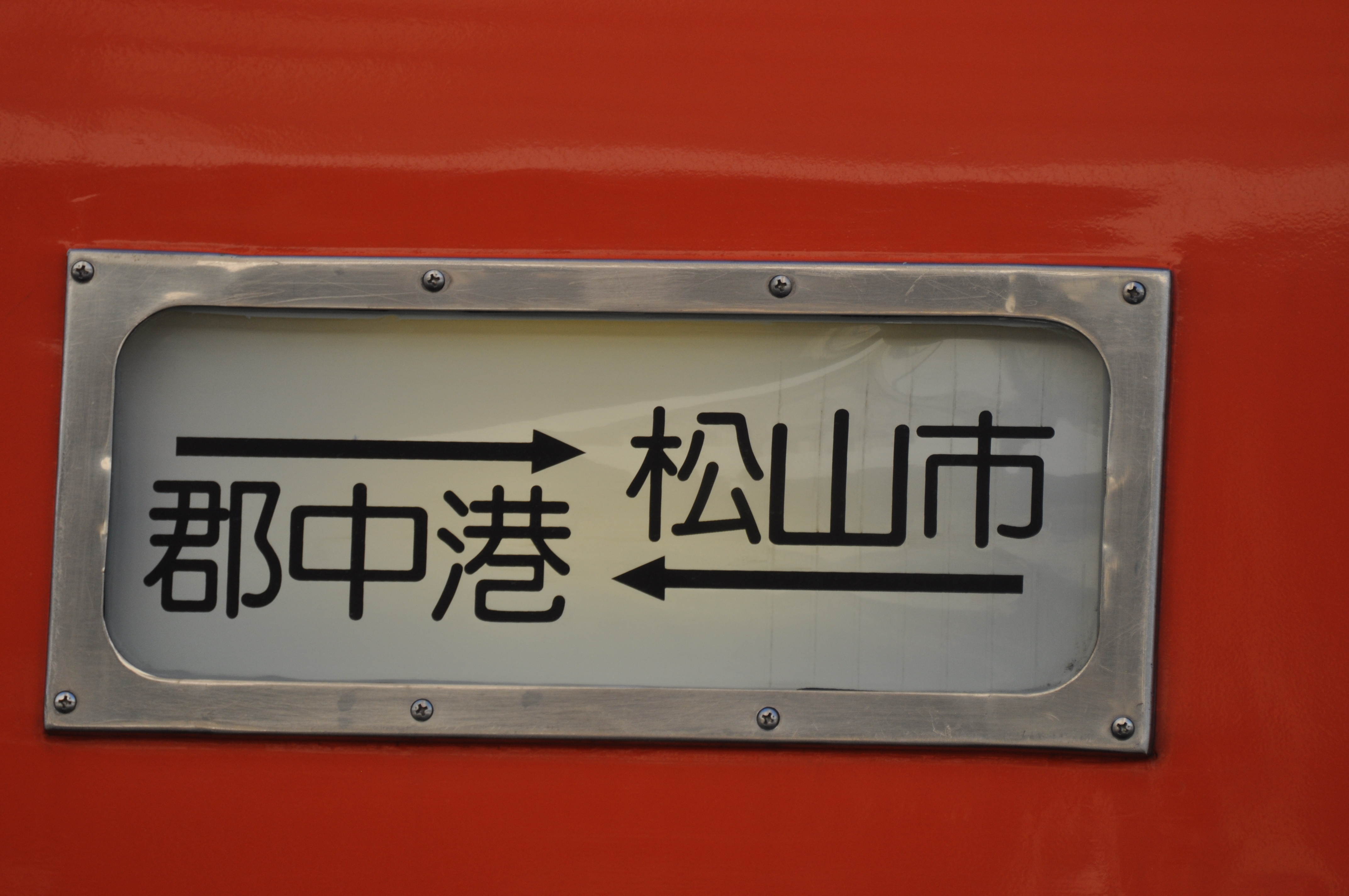
側面の行先表示（松山市～郡中港幕）

## 編成及び旧番号（譲受年）
下記の旧番は『鉄道ファン』408号および『鉄道ピクトリアル』578号・678号・734号・893号に基づく。
斜字は狭胴車、*はES-556B制御装置搭載車
|      | ← 横河原・松山市郡中港・高浜 → | ← 横河原・松山市郡中港・高浜 → | ← 横河原・松山市郡中港・高浜 → | 京王からの譲渡日              | 冷房化                                           | 廃車                                          | 備考                                        |
|      | クハ760形（Tc）                | モハ710形（Mc）                | モハ720形（Mc）                | 京王からの譲渡日              | 冷房化                                           | 廃車                                          | 備考                                        |
| ---- | ------------------------------ | ------------------------------ | ------------------------------ | ----------------------------- | ------------------------------------------------ | --------------------------------------------- | ------------------------------------------- |
| 車番 | クハ761 （クハ5851）           | モハ711* （デハ5105）          | モハ721* （デハ5106）          | 1988年2月29日                 |                                                  | 2011年3月                                     |                                             |
| 車番 | クハ762 （クハ5852）           | モハ712* （デハ5102）          | モハ722* （デハ5104）          | 1986年12月22日                |                                                  | 2011年3月                                     |                                             |
| 車番 | クハ763 （クハ5854）           | モハ713* （デハ5103）          | モハ723* （デハ5101）          | 1986年12月22日 1988年2月29日  |                                                  | 2015年9月                                     | モハ713 - クハ763は 銚子電鉄に譲渡          |
| 車番 | クハ764 （クハ5858）           | モハ714* （デハ5108）          | モハ724 （クハ5703）           | 1989年3月22日 1991年3月1日    |                                                  | 2025年2月                                     |                                             |
| 車番 | クハ765 （クハ5857）           | モハ715* （デハ5107）          | モハ725 （クハ5704）           | 1988年10月14日 1991年3月1日   | 1990年3月31日（765-715）                         |                                               |                                             |
| 車番 | クハ766 （クハ5859）           | モハ716* （デハ5109）          | モハ726 （クハ5710）           | 1988年10月14日 1992年12月10日 | 1990年2月19日（766-716） 入線時（726）           |                                               |                                             |
| 車番 | クハ767 （クハ5860）           | モハ717* （デハ5110）          | モハ727 （デハ5114）           | 1988年10月14日 1992年11月26日 | 1989年9月30日（767-717） 京王時代に冷房化（727） |                                               |                                             |
| 車番 | クハ760 (クハ5754)             | モハ710 （クハ5701）           | モハ720 （クハ5702）           | 1991年3月1日 1991年3月20日    |                                                  | （モハ720のみ）2021年3月 （760-710）2025年2月 | モハ720は2020年度に廃車？、古町工場にて放置 |

|      | ← 横河原・松山市郡中港・高浜 → | ← 横河原・松山市郡中港・高浜 → | 京王からの譲渡日 | 冷房化         | 廃車 | 備考 |
|      | クハ760形（Tc）                | モハ710形（Mc）                | 京王からの譲渡日 | 冷房化         | 廃車 | 備考 |
| ---- | ------------------------------ | ------------------------------ | ---------------- | -------------- | ---- | ---- |
| 車番 | クハ768 （クハ5862）           | モハ718* （デハ5112）          | 1988年10月14日   | 1989年11月30日 |      |      |
| 車番 | クハ769 （クハ5861）           | モハ719* （デハ5111）          | 1989年3月22日    | 1990年6月29日  |      |      |

## 運用
郊外線全線で運用される。平日朝の松山市7：00発横河原行き・横河原7：37発高浜行き（古町まで）は２＋２の４連で運転。

## 現状
610系に合わせた新塗装化（旧色は市内線車両と同色）は1994年から開始され1997年に完了している。過渡期には新旧混色での運転も見られた。2015年度より2度目の新塗装化（橙色一色化）が実施されており、2019年3月には全ての編成が新塗装となっている。モハ725編成の新塗装化時は、モハ725とクハ765の貫通扉にみきゃんのPRのシールが貼られていた。
伊予鉄道では2009年度から2011年度にかけて郊外線向けの新型車両である3000系（3両固定編成×10本。元京王井の頭線3000系）を導入した。本系列はこれにより3両編成3本が廃車された。このうちクハ763 - モハ713は銚子電気鉄道へ譲渡されて同社の3000形となり、2016年3月26日から営業運転を開始した。
車内には乗降扉上部にハーフサイズの液晶ディスプレイが千鳥配置されており、車内案内表示装置や広告表示として使用されている。
2025年2月22日に760編成および764編成のさよならイベントとして760編成が貸切運行され、2025年3月11日から3月13日にかけて古町工場より廃車のため搬出された。
そして2025年2月より、完全自社製造の新型車両7000系が2027年2月までに3両編成6本導入され、すべての700系が置き換えられる予定である。

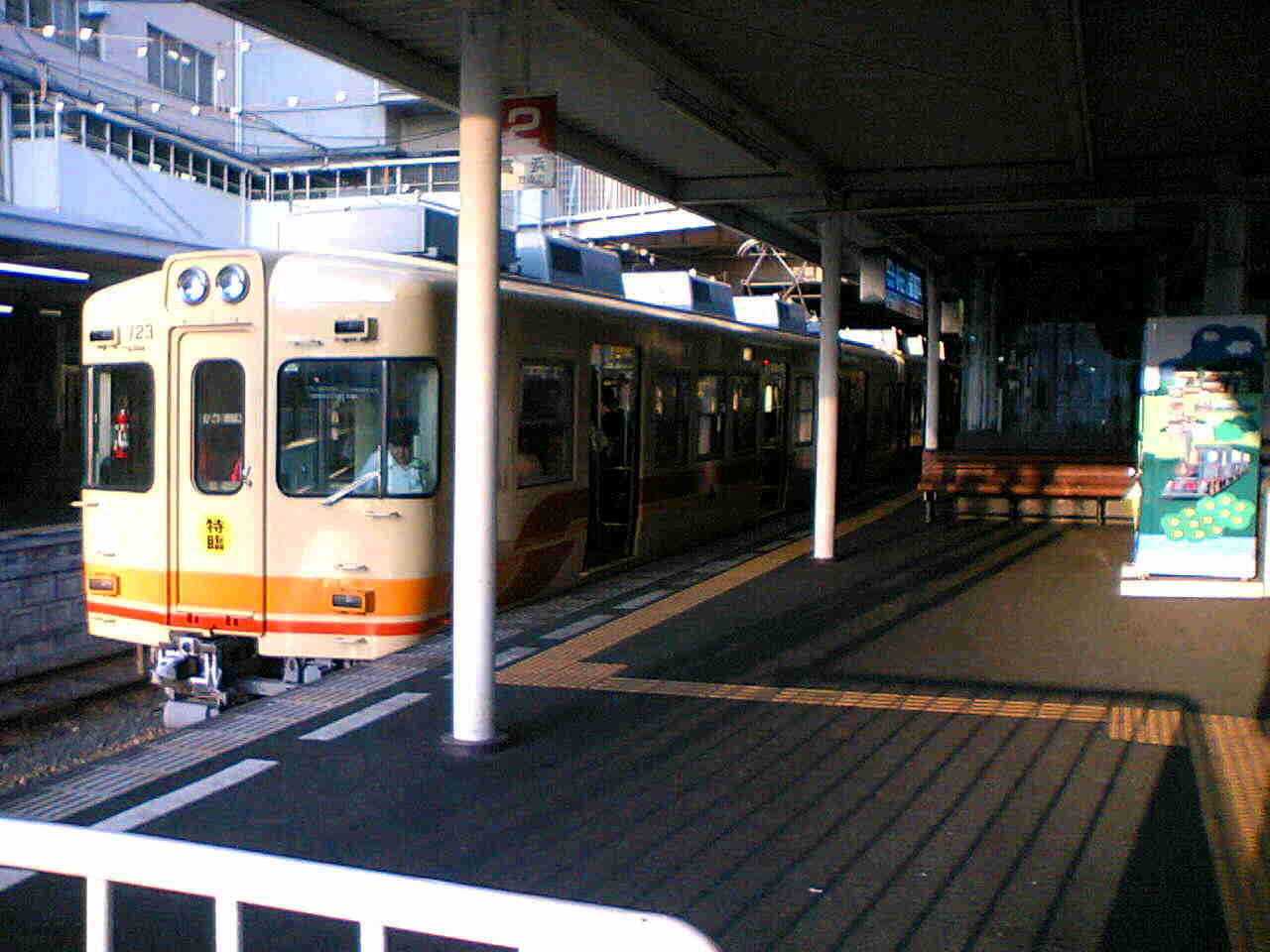
特臨列車に使用される700系（3連） （2006年 松山市駅）
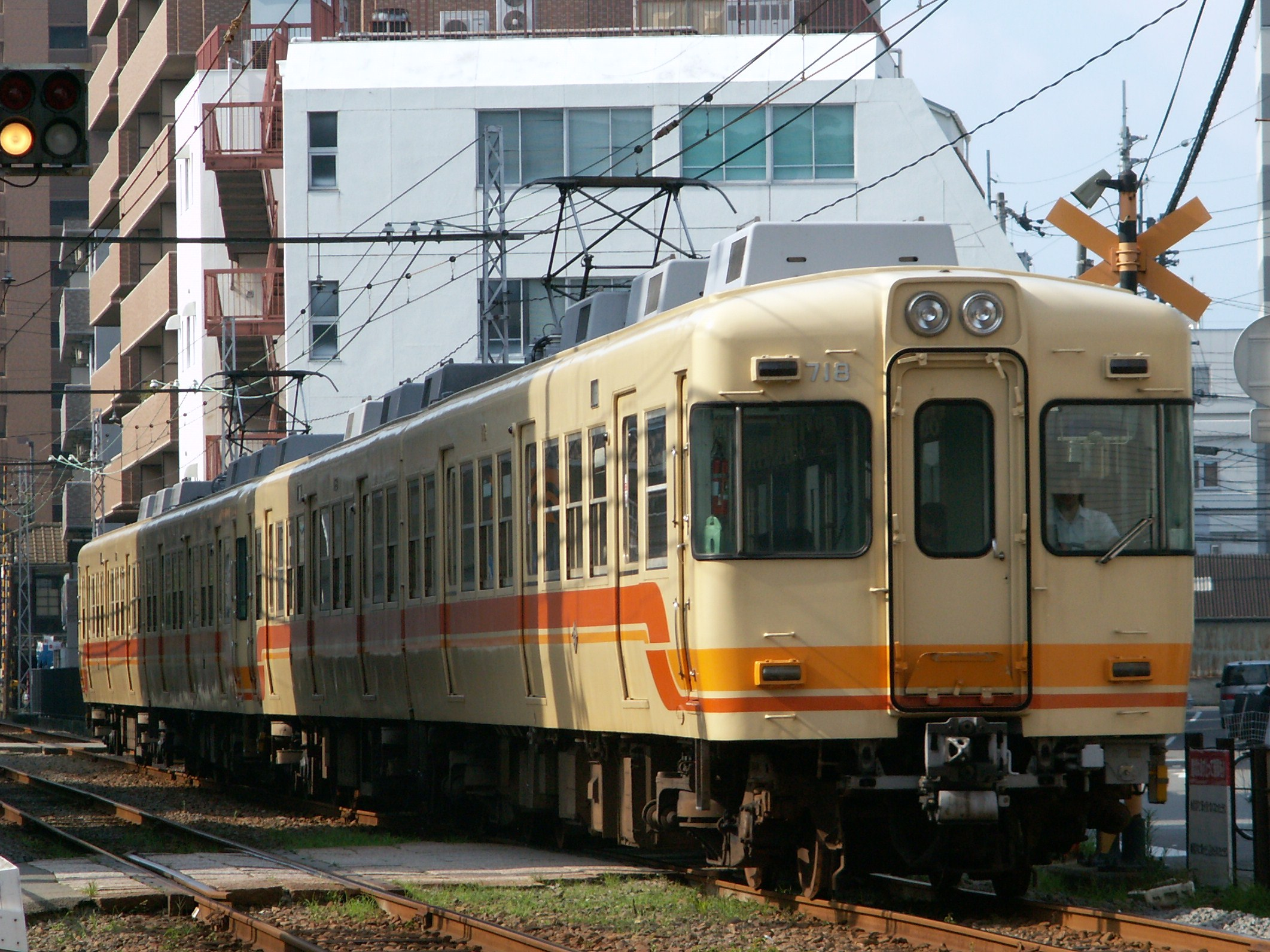
4連運用時（718-768-719-769） （2008年）
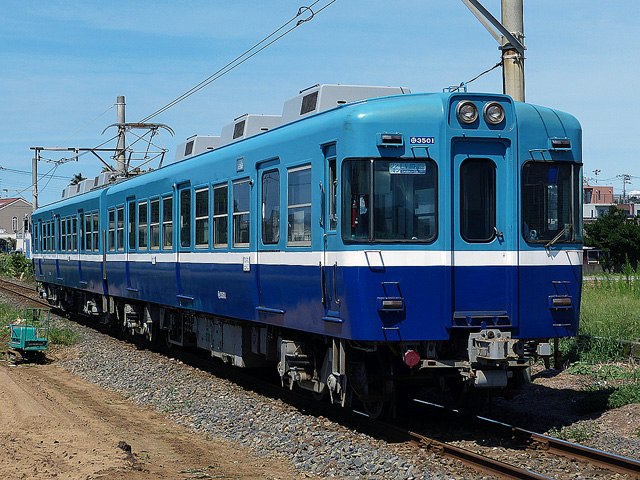
銚子電気鉄道譲渡後の車両（3000形） （2016年）
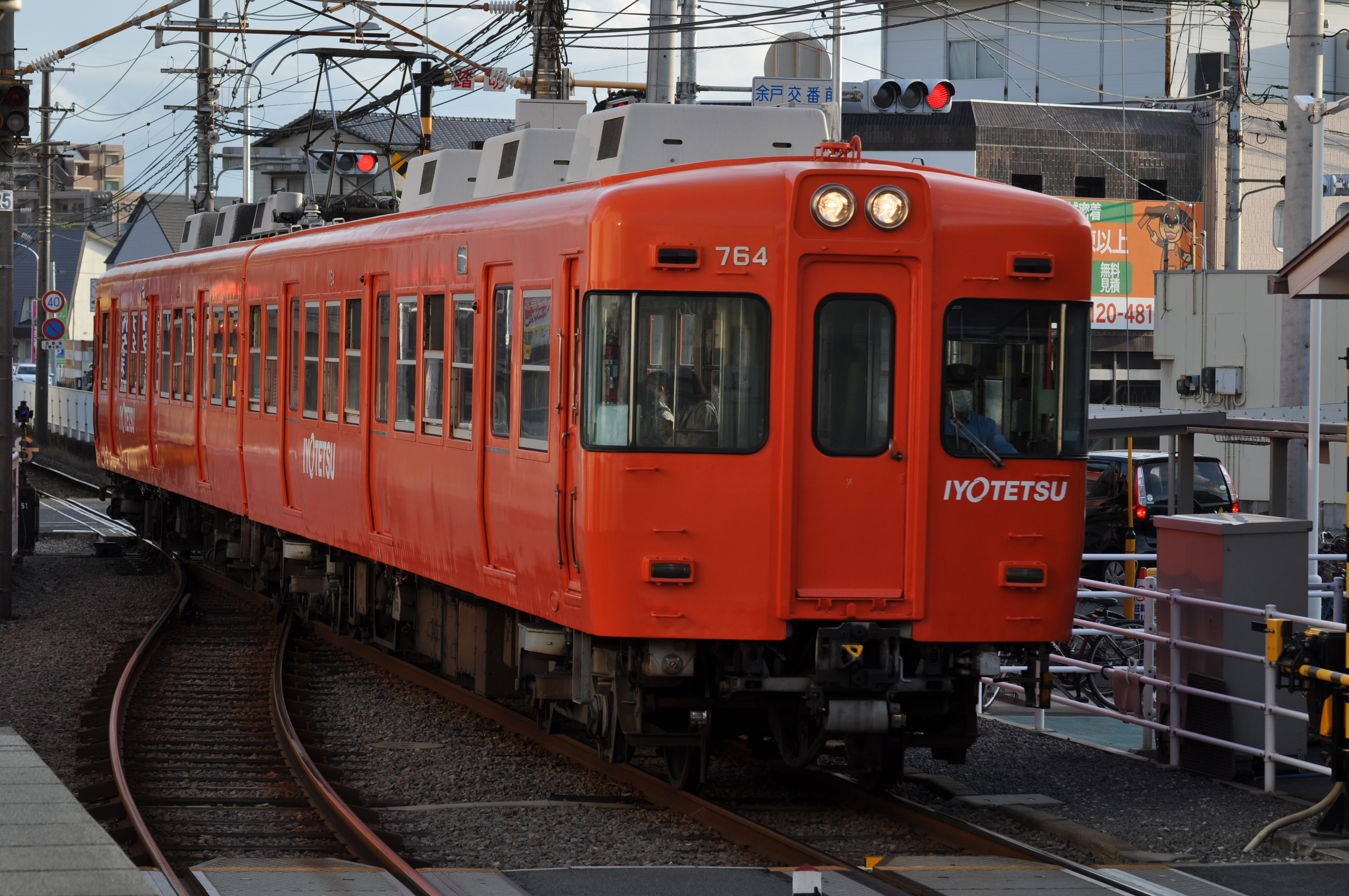
土日祝の郡中線運用は基本的2両編成で行われる（2023年 余戸駅）
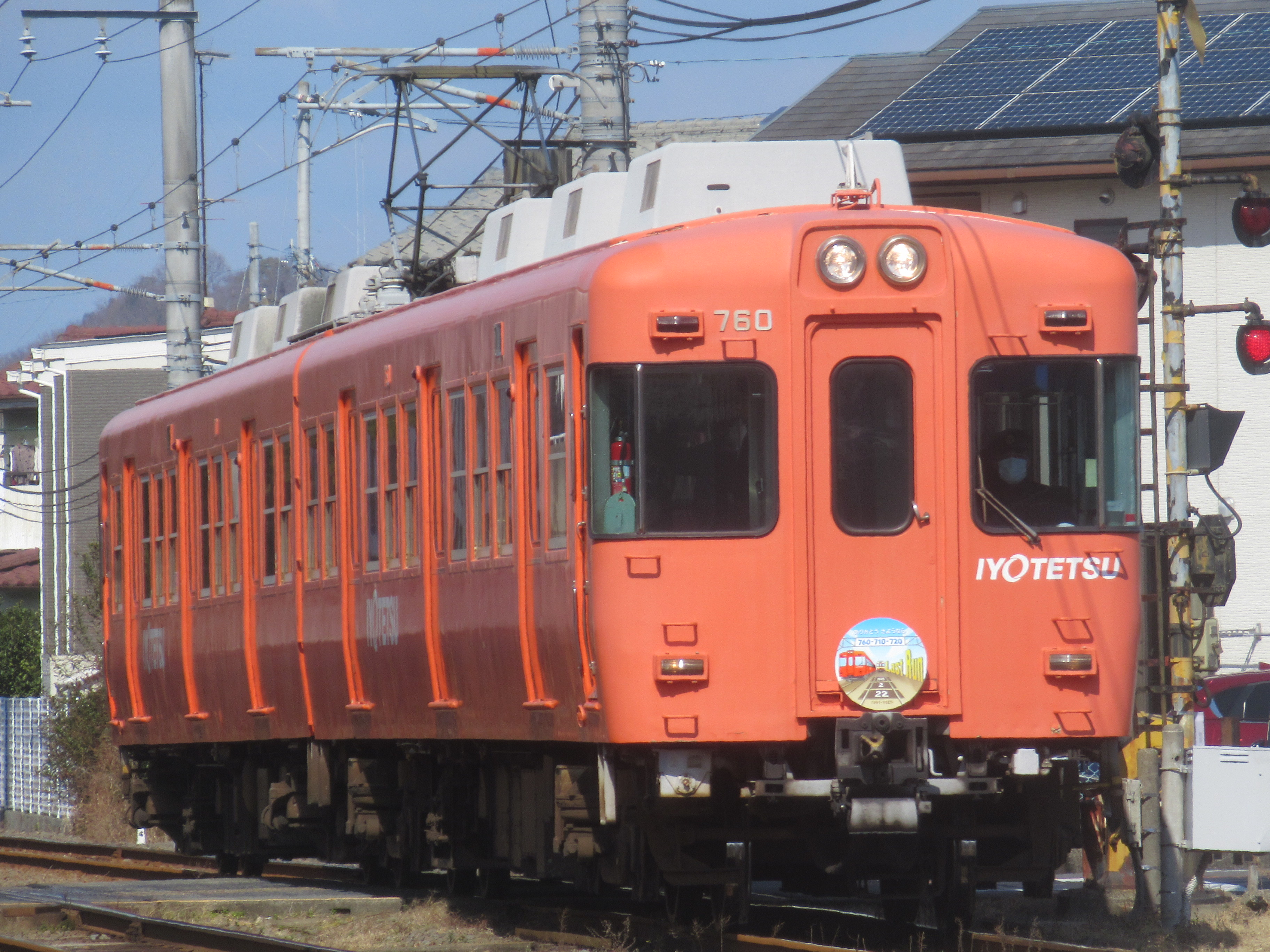
760編成ラストラン（2025年2月22日山西駅ー西衣山駅）